# سيمون نيل
سيمون نيل (2 يناير 1972 في المملكة المتحدة - ) (بالإنجليزية: Simon Neal)‏ هو لاعب كريكت بريطاني.

## وصلات خارجية
- سيمون نيل على موقع إي آس بي آن كريك إنفو (الإنجليزية)